# Normas de Información Financiera (NIF) Serie E
La NIF E-2 es una de las Normas de Información Financiera, cuyo principal propósito es el poder establecer las normas de reconocimiento de los donativos recibidos, así como de aquellos otorgados por las entidades con propósitos no lucrativos. Por lo tanto, dichas disposiciones incluidas en esta norma son aplicables a las entidades (con propósitos no lucrativos) que emiten estados financieros en relación con lo establecido en la NIF A-3 y que cumplen con lo establecido por la NIF B-16.
Esta norma explica lo relacionado con los ingresos y contribuciones recibidas por entidades con propósitos no lucrativos, así como de las contribuciones otorgadas por las mismas. Inició su vigencia en el 1 de enero de 2004 con el propósito de estructurar las normas de valuación, presentación y revelación de los conceptos antes mencionados, por parte de estas entidades.
Como complemento, en la misma fecha entró en vigor el boletín B-16 que explica los Estados financieros de las entidades con propósitos no lucrativos.

## NIF E-2 en relación con otras NIF
En el año 2005 entró en vigor la NIF A-3 (Necesidades de los usuarios y objetivos de los estados financieros), NIF A-5 (Elementos básicos de los estados financieros) y la NIF A-6 (Reconocimiento y valuación). Dentro de éstas, en la primera se establecen las particularidades de este tipo de entidades; la A-5 establece los elementos básicos de los estados financieros para definir los ingresos, costos y gastos; mientras que la A-6 establece los criterios para el reconocimiento de las partidas que contienen los Estados financieros y los diversos valores que se utilizan.

## Marco conceptual de la NIF E-2
La NIF E-2 tiene su fundamento en el marco conceptual dentro de la Serie A, especialmente dentro de la NIF A-5 que dicta que los donativos que se reciban deberán reconocerse como ingresos y también establece el ordenamiento del patrimonio contable en no restringido, restringido temporalmente o restringido permanentemente.
Además, se apoya en la NIF A-4 en cuestión a la característica de comparabilidad porque establece el tratamiento que deberá darse a los donativos tanto recibidos, como otorgados por las entidades con propósitos no lucrativos para que se pueda generar un resultado de información financiera lista para las distintas entidades que la requieran. Por último, se fundamenta en la NIF A-6 que da las bases generales para la valuación que se utilizarán en esta NIF para el reconocimiento de los donativos tanto recibidos, como otorgados.

## Relación de la NIF E-2 con las Normas Internacionales de Información Financiera
En cuestión de las Normas Internacionales de Información Financiera (NIIF) no contienen normas específicas que se puedan aplicar específicamente a las entidades con propósitos no lucrativos. Esto quiere decir que no hay normativa alguna dentro de las NIIF en relación con los donativos recibidos y otorgados por este tipo de entidades.

## Conceptos básicos de la NIF E-2
- Donativo recibido: es aquella transferencia de efectivo, servicios, otros activos, liquidación o cancelación de pasivos, que obtiene una entidad con propósitos no lucrativos de otra entidad o persona a la que se le conoce como donante, quien la lleva a cabo de forma voluntaria, no recíproca y actúa con carácter diferente al del propietario.

- Donativo otorgado: es aquella transferencia de efectivo, otros servicios o activos, liquidación o cancelación de pasivos, que se otorga de manera voluntaria y no recíproca por parte de una entidad con propósitos no lucrativos a otra persona física o entidad. En este caso, la entidad que brinda el donativo obtiene el carácter de donante.

- Donativo recibido restringido: es aquel en el que la persona que dona establece ya sea una o varias restricciones en la utilización de los activos donados, así como en los rendimientos de éstos. Es por esto que este tipo de donativo recibido forma parte del patrimonio restringido, ya sea de manera temporal o permanentemente.

- Entidad con propósitos no lucrativos: en relación con la NIF A-3, una entidad con propósitos no lucrativos es aquella unidad identificable que ejecuta actividades económicas, constituida por la combinación tanto de recursos humanos, como materiales y financieros, coordinados por un mando que toma decisiones con la intención de cumplir con los propósitos que se creó dicha entidad, y que no resarce económicamente a sus donantes. Este tipo de entidad tiene las siguientes particularidades:
  - realiza transacciones no recíprocas mediante las cuales recibe recursos de los donantes que no obtienen en contraprestación algún pago o beneficio económico - financiero;
  - sus actividades de prestación de servicios, producción o venta de bienes intentan apoyar, directa o indirectamente, propósitos de carácter social; y
  - no existe participación establecida de propietario que pueda llegar a ser vendida, redimida, transferida o que pueda transmitir derechos al reparto residual de recursos en el caso de liquidación de la entidad. Al no haber propietarios, no hay operaciones como la emisión y redención de acciones o partes sociales, así como el pago de dividendos o utilidades.

- Promesa condicional de donar: es aquella promesa de donar, que es otorgada o recibida por parte de una entidad con propósitos no lucrativos, que para obligar al donante depende la ocurrencia incierta de un hecho futuro.

- Promesa incondicional de donar: es aquella promesa de donar recibida u otorgada por parte de una entidad con propósitos no lucrativos, cuyo cumplimiento depende únicamente del paso del tiempo o de la exigencia de manera legal por parte de la entidad que cuenta con documentación que sustenta dicha promesa.

- Valor razonable: es aquel importe que, a la fecha de valuación, se obtendría por vender un activo o se pagaría ya sea por transferir o liquidar un pasivo en una transacción ordenada entre los integrantes de mercado; esto quiere decir, entre partes independientes, interesadas, dispuestas e informadas, en una transacción con característica de libre competencia.[2]

## Normas de valuación de la NIF E-2

### Donativos recibidos
Este tipo de entidades pueden obtener donativos de diferentes maneras; tales como: efectivo, equivalentes de efectivo, piezas de colección u otros activos, además de la cancelación o liquidación de los pasivos que tenga. Estos donativos recibidos deben reconocerse como parte de los ingresos efectuados durante el periodo, además de la manera en que los donativos hayan sido obtenidos.
En cuestión de donativos recibidos en efectivo deben de ser reconocidos por el efectivo o equivalentes de efectivo recibidos, o por el monto de las promesas incondicionales de donar que estén devengadas y sean exigibles, mientras que los donativos en bienes y la cancelación de pasivos deben ser reconocidas en su valor razonable.
Aquellas entidades con propósitos no lucrativos pueden recibir ingresos por llevar a cabo transacciones lucrativas como puede ser la venta de bienes o la prestación de servicios, por las cuales obtienen contraprestaciones recíprocas en condiciones normales de mercado; asimismo, también pueden realizar transacciones con precios subsidiados, pero ambas transacciones deben ser reconocidas como ingresos.
En cuanto a la clasificación de los ingresos debe realizarse con base en la sustancia económica de las transacciones y evaluar las contraprestaciones recibidas para poder diferenciar los donativos recibidos, de los ingresos por la venta de bienes, por la prestación de servicios o de otros ingresos.
Cuando la entidad reciba un donativo con naturaleza devolutiva en caso de que no se cumplan las cláusulas establecidas por el donante, la entidad debe reconocerlo en el pasivo y, por tanto, no debe perjudicar al patrimonio contable. En el reconocimiento que se realice posteriormente, el donativo recibido debe reconocerse como ingreso de acuerdo al cumplimiento de las condiciones establecidas.

### Donativos recibidos en servicios
En cuestión de los donativos recibidos en servicios, no es necesario que sean reconocidos debido a que no hay forma directa ni indirecta de valuarlos de una manera confiable y la relación entre costo-beneficio para determinarlos no justifica su integración a los estados financieros; mas, deben de ser revelados en notas a los estados financieros.

### Donativos recibidos en bienes
Este tipo de donativos deben registrarse al valor razonable de los bienes que fueron dados por el donante, por lo que también debe de ser reconocido el ingreso correspondiente. En el reconocimiento que se realice posteriormente, debe atenderse a lo establecido en las NIF particulares referentes a cada tipo de bien; por ejemplo, planta, propiedades y equipo e inventarios.

### Donativos recibidos en piezas de colección
Todos aquellos donativos en piezas de colección abarcan obras de arte, tesoros históricos y activos semejantes. Las piezas de colección que la entidad reciba para que posteriormente sean vendidas con el propósito de obtener recursos para el desarrollo de las actividades de la entidad deben registrarse como ingresos en su valor razonable de salida menos los costos de disposición; esto quiere decir, al precio neto de venta. En caso de que no se logre determinar un valor razonable, el ingreso debe ser reconocido hasta el momento en que se realice la venta de las piezas de colección que se han recibido. En el reconocimiento que se realice posteriormente, el precio neto de venta puede tener modificaciones; por lo que cualquier cambio a la baja debe reconocerse en el instante en que ocurra y las modificaciones al alza deben reconocerse hasta que se realicen las piezas de colección.
Las piezas de colección obtenidas que la entidad planea conservar pueden ser reconocidas o no como un activo con su ingreso respectivo; de hacerse así, deben valuarse en el reconocimiento inicial conforme a su valor razonable, cuando éste pueda especificarse confiablemente. Después, estas partidas no deben depreciarse y por lo tanto, no deben reconocerse cambios en su valor razonable; sólo cuando haya evidencia de deterioro, en cuyo caso debe basarse en la NIF particular relativa.
La opción de no reconocimiento se asienta para los casos en los que hay dificultades para precisar confiablemente el valor razonable de los donativos en piezas de colección que no vayan a ser vendidas; esta NIF no necesita que se reconozcan contablemente si esas piezas satisfacen con todas las condiciones siguientes:
a) están destinadas para permanecer en educación, exhibición pública, investigación o en fomento del servicio público y no con el propósito de obtener una retribución económica;
b) están resguardadas, se mantienen sin gravamen, se cuidan y se conservan; y
c) están sujetas a una política de la entidad o a una restricción que requiere que los ingresos por ventas de piezas de colección se utilicen para adquirir otras piezas de colección.

### Piezas de colección adquiridas
Las adquisiciones de piezas de colección que tienen el propósito de ser vendidas con objeto de obtener recursos para el desarrollo de las funciones de entidades con propósitos no lucrativos deben reconocerse en su costo de adquisición o valor neto de realización, en este caso, el que sea menor.
Las piezas de colección adquiridas que la entidad tiene planeado conservarlas deben reconocerse en el reconocimiento inicial y en el posterior, a su costo de adquisición y no se permite que se reconozcan cambios a su valor razonable, al menos que haya evidencia de deterioro, en cuyo caso debe atenderse a la NIF particular relativa y estas piezas no deben sufrir de depreciación.

### Promesas de donar recibidas
Las promesas incondicionales de donar recibidas deben registrarse como un activo llamado donativos por recibir, con su correspondiente ingreso, en el momento en que se encuentren devengadas, sean legalmente exigibles y haya seguridad suficiente de que serán cobradas o recibidos los bienes relativos. Si la cantidad de la promesa no puede ser cuantificada confiablemente no debe reconocerse. Posteriormente, la entidad debe estimar su posible incumplimiento y, en dado caso, debe revertir el reconocimiento del ingreso hasta el grado en que la promesa no se vaya a cumplir.
Este tipo de promesas deben reconocerse conforme se hacen exigibles independientemente de que haya un documento que las avale; por decir: si una entidad cuenta con la documentación que asegure que obtendrán donativos de $1,000,000 mensuales durante los próximos 12 meses, la entidad no debe reconocer el monto total de la promesa de inmediato, sino que debe ir registrando $1,000,000 de manera mensual, los cuales corresponden a la parte devengada y exigible de la promesa incondicional de donar recibida.
Estas promesas dependen de la realización de un evento futuro específico e incierto para obligar al donante, por lo que es necesario reconocer cuando las condiciones de las que depende se hayan realizado substancialmente; esto quiere decir, cuando la promesa se convierta en incondicional acorde a lo establecido y que además se encuentre devengada, lo que quiere decir, que sea exigible.
Si las condiciones establecidas por los donantes llegan a ser ambiguas, las promesas que no sean claramente incondicionales deben considerarse como condicionales.

### Donativos otorgados
En el momento en que las entidades con propósitos no lucrativos den donativos a otras entidades, deben registrar un gasto por donativo en el periodo contable de la entrega de los activos o en el momento ya sea de cancelación o de liquidación de pasivos. El monto del gasto debe ser igual al:
a) importe de efectivo dado,
b) valor neto en libros de los activos no monetarios entregados,
c) valor de liquidación de los pasivos del donatario que son liquidados o cancelados.

### Promesas de donar otorgadas
Las promesas incondicionales de donar otorgadas deben ser reconocidas como un pasivo llamado donativos por pagar y un gasto, cuando hayan sido devengadas y representen una obligación exigible y ineludible para la entidad. El monto reconocido debe ser el efectivo o equivalentes de efectivo por pagar. Cuando no puedan ser cuantificadas confiablemente no deben reconocerse.
Las promesas condicionales de donar otorgadas son aquellas que dependen de la ocurrencia de un evento futuro específico e incierto para obligar a la entidad por lo que no deben reconocerse hasta que la promesa se convierta en incondicional y se encuentre devengada.

## Normas de revelación de la NIF E-2

### Donativos recibidos
Una entidad que tiene propósitos no lucrativos necesita revelar en sus notas a los estados financieros la siguiente información:
- por las promesas de donar recibidas:
  - la cantidad de las promesas incondicionales de donar recibidas que se encuentren devengadas y sean exigibles, por las cuales se reconoció en el periodo un activo con su correspondiente ingreso;
  - la cantidad de los ingresos revertidos por las promesas incondicionales de donar recibidas que se considera que no se van a cumplir;
  - la cantidad de las promesas incondicionales de donar recibidas, agrupadas de la siguiente manera: con vencimiento menor a un año, de uno a cinco años y más de cinco años;
  - el monto de las promesas condicionales de recibir donativos;
  - la descripción y la cantidad de cada grupo de promesas condicionales que tengan características similares;

- por los donativos recibidos en servicios:
  - la descripción de las actividades o los programas para los que se usaron; y
  - la naturaleza y extensión de los servicios en el periodo;

- por los donativos recibidos en piezas de colección:
  - la política contable para determinar si se capitaliza o no;
  - una descripción de las colecciones;
  - una descripción de las piezas de colección recibidas y las dadas de baja,ya sea por obsequio, daño, robo o cualquier otra razón durante el periodo; y
  - una descripción de las piezas recibidas que serán vendidas cuyo valor razonable no fue posible determinar y cuyo ingreso se registrará hasta venderlas;

- por las piezas de colección adquiridas:
  - una descripción de las colecciones;
  - una descripción de las piezas de colección adquiridas y las dadas de baja, por obsequios, daños, robo o cualquier otro motivo durante el periodo.

- la entidad puede optar por la revelación de los donativos recibidos de acuerdo con el tipo de donante.

### Donativos otorgados
En cuanto a los donativos otorgados, la entidad que tenga propósitos no lucrativos debe revelar en notas la siguiente información:
- sus características y los motivos para otorgarlos,
- su naturaleza; ya sea condicional o incondicional,
- sus restricciones o la mención de no tener alguna de éstas, y
- los montos de las promesas incondicionales de donar otorgadas que se han registrado debido a que están devengadas y representan una obligación inevitable para la entidad.

## Apéndice A - Bases para conclusiones de la NIF E-2

### Uso del término donativo
Anteriormente, tanto en el proyecto de la NIF E-2 como en el de la NIF B-16, que se publicaron simultáneamente para su auscultación usaron el término contribución para referirse a las transferencias no recíprocas y voluntarias que los patrocinadores o donantes realizan.
En la etapa de auscultación se dieron opiniones indicando que el uso del término "contribución" no es adecuado porque en el caso de México, este concepto se refiere a los impuestos y puede confundir a los usuarios/as de la NIF, por lo que se sugirió cambiarlo por donativo o aportación.
El término contribución era usado en los Boletines E-2, Ingresos y contribuciones recibidas por entidades con propósitos no lucrativos, así como contribuciones otorgadas por las mismas y también en la B-16, Estados financieros de entidades con propósitos no lucrativos. Según el diccionario de la Real Academia Española la palabra contribución se refiere a: "la acción y efecto de contribuir"; el término contribuir, si bien es verdad que está relacionado con los impuestos: "Dicho de una persona: Dar o pagar la cuota que le cabe por un impuesto o repartimiento"; además cuenta con dos sentidos más, los cuales corresponden al uso que el CINIF le concedió en el proyecto de norma: "Concurrir voluntariamente con una cantidad para determinado fin", así como "Ayudar y concurrir con otros al logro de algún fin".
Debido a esta ambigüedad se modificó el término utilizado con el propósito de que norma sea más clara y consistente en cuestión de terminología usada en México. Después, se cambió el nombre de la NIF E-2 para llamarla "Donativos recibidos u otorgados por entidades con propósitos no lucrativos".

### Convergencia de la NIF E-2 con la normatividad internacional
En el proyecto de NIF E-2 se decía en la sección de convergencia con las Normas Internacionales de Información Financiera (NIIF) que éstas no tomaban en cuenta en su alcance a las entidades con propósitos no lucrativos y que, por ese motivo, en las NIIF no existen normas particulares relativas a dichas entidades con las cuales converger.
Debido a eso, se sugirieron cambios en esa afirmación, ya que la Norma Internacional de Contabilidad 1 (NIC 1), Presentación de estados financieros dice en su párrafo 5 que si las entidades con propósitos no lucrativos quieren aplicar las NIIF pueden hacerlo cambiando la terminología y los estados financieros conforme lo requieran.
Como resultado de esto, el CINIF determinó cambiar la afirmación para mencionar que las NIIF no tienen normas particulares aplicables específicamente a las entidades con propósitos no lucrativos y, por tanto, no existe en ellas, norma en particular con la cual converger.